# Barletta
Barletta er en af de største byer i den sydlige del af Italien med 92.427(2023) indbyggere.